# ولیکا گوبا
ولیکا گوبا (اسلوونیایی: Velika Goba) یک زیستگاه انسانی در اسلوونی است که در Lower Carniola واقع شده‌است.

## خصوصیات
ولیکا گوبا ۲٫۱۲ کیلومترمربع مساحت و ۳۸ نفر جمعیت دارد و ۷۱۲٫۲ متر بالاتر از سطح دریا واقع شده‌است.